# ヨハン・パリサ

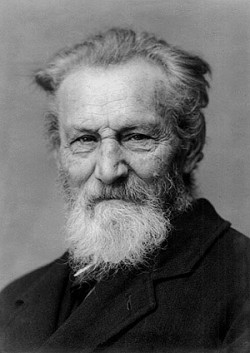
ヨハン・パリサ（1920年頃）

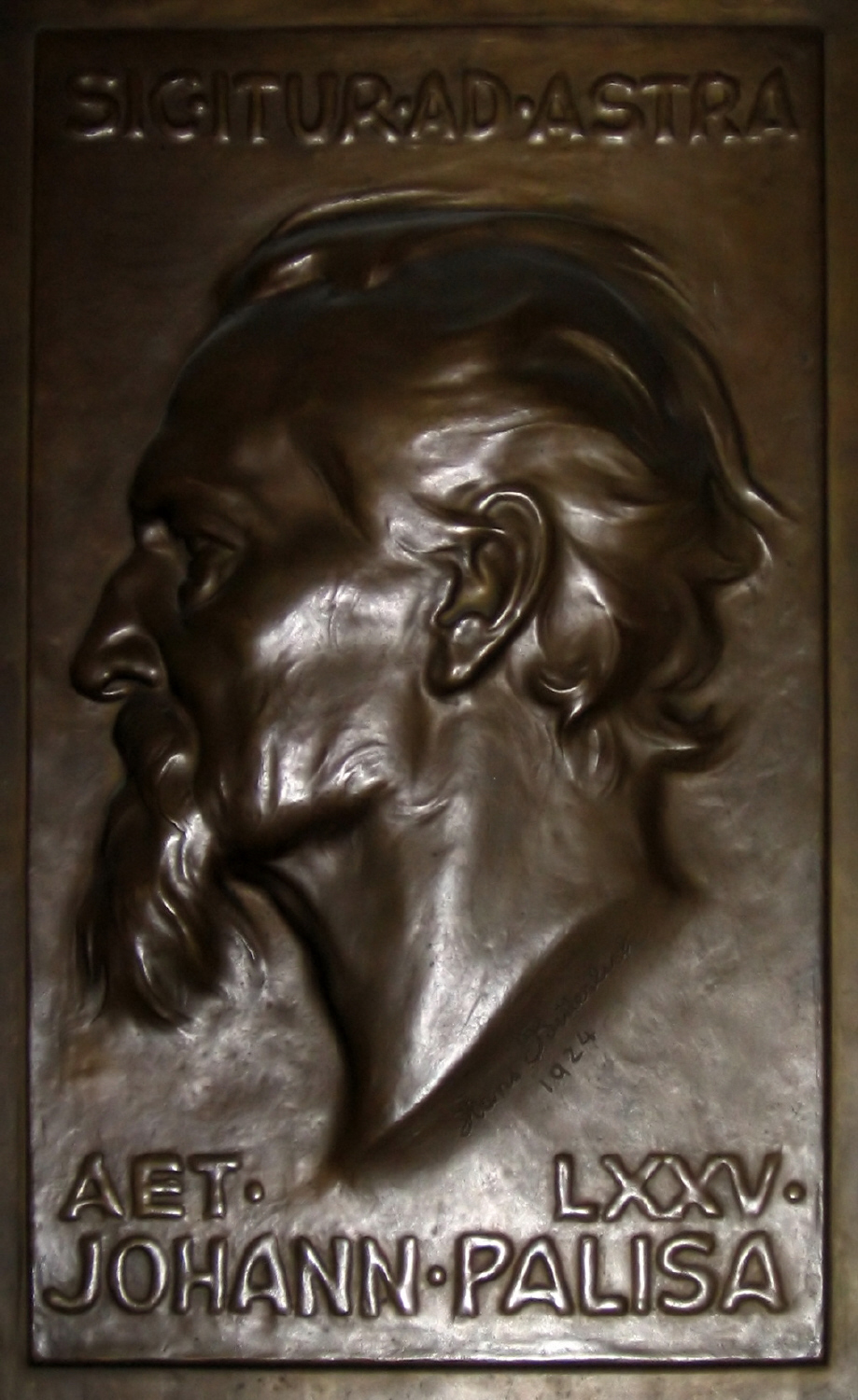
ウィーン天文台に設置されているヨハン・パリサの銘板

ヨハン・パリサ（Johann Palisa, 1848年12月6日 - 1925年5月2日）は、19世紀から20世紀にかけて活躍したオーストリアの天文学者である。シレジアのトロッパウ（現在のチェコ共和国オパヴァ）出身。1872年からトリエステ・ポーラのポーラ海軍天文台で勤務したのち、1880年からウィーン大学のウィーン天文台で活躍した。
彼は非常に多くの小惑星を発見しており、1874年から1923年まで122個も発見した。また一晩で小惑星を3つ新発見した日もある。1883年にはタヒチへ遠征して日食観測を行っている。またマックス・ヴォルフと共に星表の製作も行っている。
1925年にウィーンで死去した。享年76。
(914)パリサナ、月のクレーター・パリサは彼に因んで命名された。